# ATP Challenger Yokkaichi

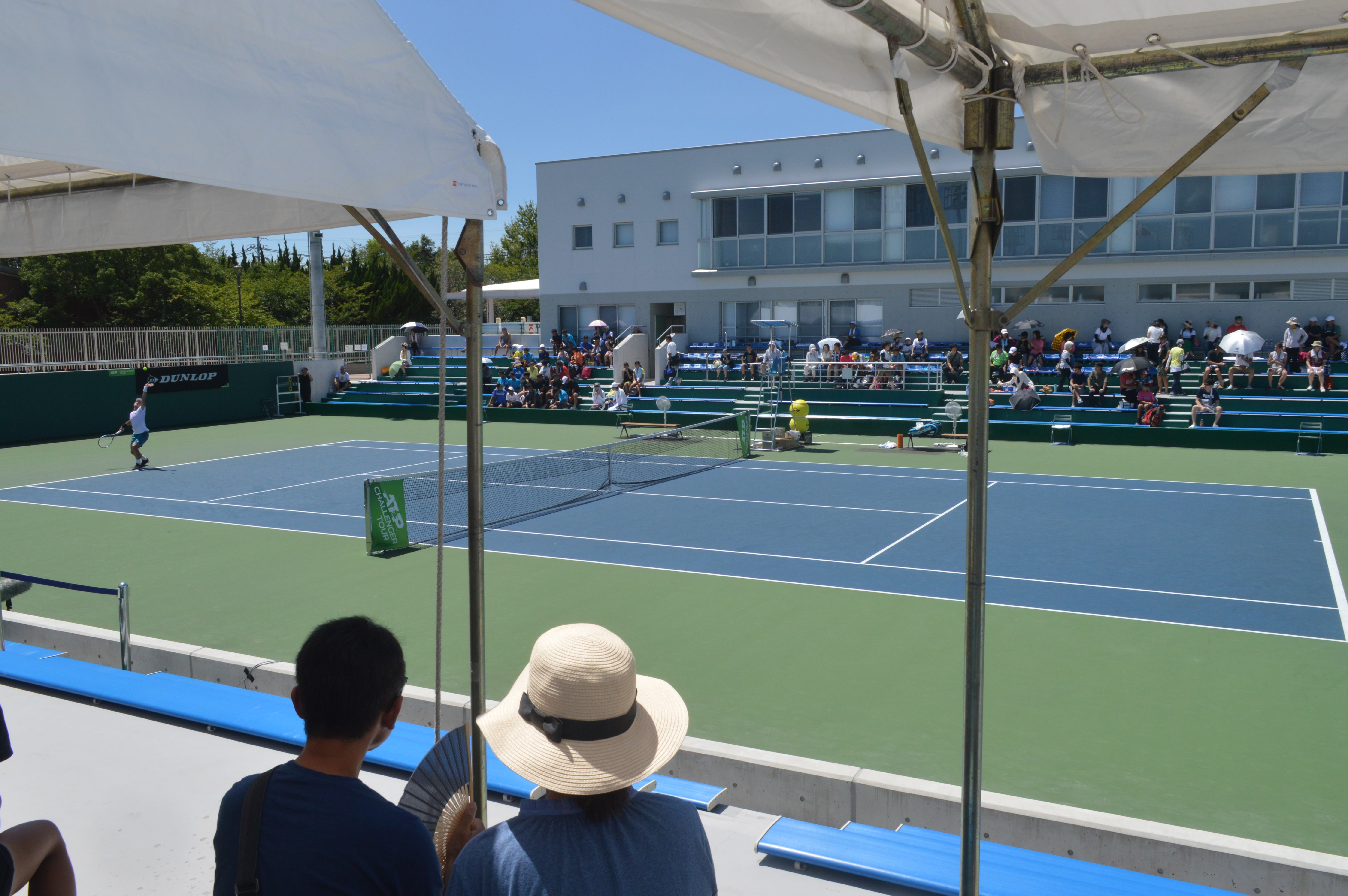
Yokkaichi Tennis Centre im Kasumigaura Green Park (2019)

Das ATP Challenger Yokkaichi (offizieller Name: Yokkaichi Challenger) war ein Tennisturnier, das zwischen 2019 und 2024 in der japanischen Stadt Yokkaichi stattfindet. Es war Teil der ATP Challenger Tour und wurde im Freien auf Hartplatz ausgetragen.

## Siegerliste

### Einzel
| Jahr                         | Sieger          | Finalgegner              | Ergebnis       |
| ---------------------------- | --------------- | ------------------------ | -------------- |
| 2024                         | Rei Sakamoto    | Christoph Negritu        | 1:6, 6:3, 6:4  |
| 2023                         | Zizou Bergs     | Michael Mmoh             | 6:2, 7:62      |
| 2022                         | Yōsuke Watanuki | Frederico Ferreira Silva | 6:2, 6:2       |
| 2020–2021: nicht ausgetragen |                 |                          |                |
| 2019                         | Yūichi Sugita   | James Duckworth          | 3:6, 6:3, 7:61 |

### Doppel
| Jahr                         | Sieger                    | Finalgegner                     | Ergebnis          |
| ---------------------------- | ------------------------- | ------------------------------- | ----------------- |
| 2024                         | Thomas Fancutt Jakub Paul | Kokoro Isomura Hikaru Shiraishi | 6:2, 7:5          |
| 2023                         | Evan King Reese Stalder   | Ray Ho Calum Puttergill         | 7:5, 6:4          |
| 2022                         | Hsu Yu-hsiou Yūta Shimizu | Masamichi Imamura Riō Noguchi   | 7:62, 6:4         |
| 2020–2021: nicht ausgetragen |                           |                                 |                   |
| 2019                         | Nam Ji-sung Song Min-kyu  | Gong Maoxin Zhang Ze            | 6:3, 3:6, [14:12] |